# Шубручей
Шубручей — ручей в России, протекает по территории Онежского района Архангельской области.
Длина ручья — 26 км, площадь водосборного бассейна — 107 км².
Шубручей берёт начало из болота без названия, в своём течении несколько раз меняя направление: начиная от истока, сначала течёт на северо-запад, затем на северо-восток, протекая через Долгое Шубозеро. После Круглого Шубозера ручей течёт на восток, а в нижнем течении русло поворачивает уже в северном направлении.
Ручей в общей сложности имеет 14 притоков суммарной длиной 35 км.
Втекает на высоте 22-29 м над уровнем моря в Кушереку, впадающую в Онежскую губу Белого моря (Поморский берег).
Населённые пункты на ручье отсутствуют.
Код объекта в государственном водном реестре — 03010000212202000007596.